# Isolina Carrillo
Isolina Carrillo (L'Avana, 9 dicembre 1907 – L'Avana, 21 febbraio 1996) è stata una compositrice, musicista e cantante cubana.
All'età di 10 anni Isolina Carrillo fece il suo debutto davanti al pubblico sostituendo il pianista dell'Orquesta de Calixto Allende, in cui suonava anche suo padre Crispín, che si era improvvisamente ammalato. La sua presentazione fu ben accolta dal pubblico.
Proveniva da una famiglia molto legata alla musica poiché anche i suoi fratelli suonavano strumenti musicali. Suo padre suonava il tres, il laud ed i cueros. Lei studiò presso il Conservatorio Municipal de La Habana.
Ma fu negli anni quaranta che conseguì il maggior riconoscimento come compositrice di boleros, guarachas e sones. Ad essi appartengono classici della musica latino-americana come Fiesta de Besos, Canción sin amor, Increíble e forse, il più famoso di tutti i suoi lavori, Dos gardenias, composto nel 1947. Quest'ultima composizione è stata interpretata da molti cantanti come Daniel Santos, Antonio Machín, Ángel Canales, Pedro Vargas, Maria Rita, Ibrahim Ferrer, tra gli altri.
Isolina Carrillo morì il 21 febbraio 1996 a L'Avana all'età di 88 anni, dopo essere rimasta attiva fino agli ultimi anni di vita.